# Puig de la Portella Gran
El Puig de la Portella Gran és una muntanya de 2.729,3 m d'altitud situada al Massís del Carlit, concretament al límit entre l'Alta Cerdanya, el Capcir i País de Foix, al Llenguadoc (Occitània) al nord, concretament entre els termes comunals d'Angostrina i Vilanova de les Escaldes, Formiguera i Orlun.
Està situat a l'extrem nord-oest del terme comunal dels Angles, al límit nord-est del d'Angostrina i Vilanova de les Escaldes, al nord-oest del de Formiguera i al sud-oest del d'Orlun, pertanyent al País de Foix, del Llenguadoc occità. És al nord-oest del Puig Peric i al sud-oest del Puig de l'Home Mort, a l'oest del Puig de Camporrells.